# Johann Philipp Eisel
Johann Philipp Eisel (* 1698 in Erfurt; † um 1763 ebenda) war ein deutscher Jurist und Komponist. 

## Leben
Eisel wirkte in Erfurt als Jurist und vielseitiger Musikliebhaber sowie „vorzüglicher“ Cellist. „Als Komponist hatte er ein besonderes Talent, die Manier anderer guten Komponisten nachzuahmen“. Das Lehrbuch Musicus autodidactus, das ihm zugeschriebene ist, enthält wichtige Aufschlüsse über Bauart und Spiel von Instrumenten der ersten Hälfte des 18. Jahrhunderts.

## Werke
- Musicus autodidaktos oder der sich selbst informirende Musicus, Erfurt 1738
- 6 Sonatine a Flauto Traverso Solo col Cembalo, Nürnberg 1738